# Leobad
Das Leobad ist ein Freibad in der baden-württembergischen Stadt Leonberg. Es wird als Sport- und Freizeitbad genutzt.

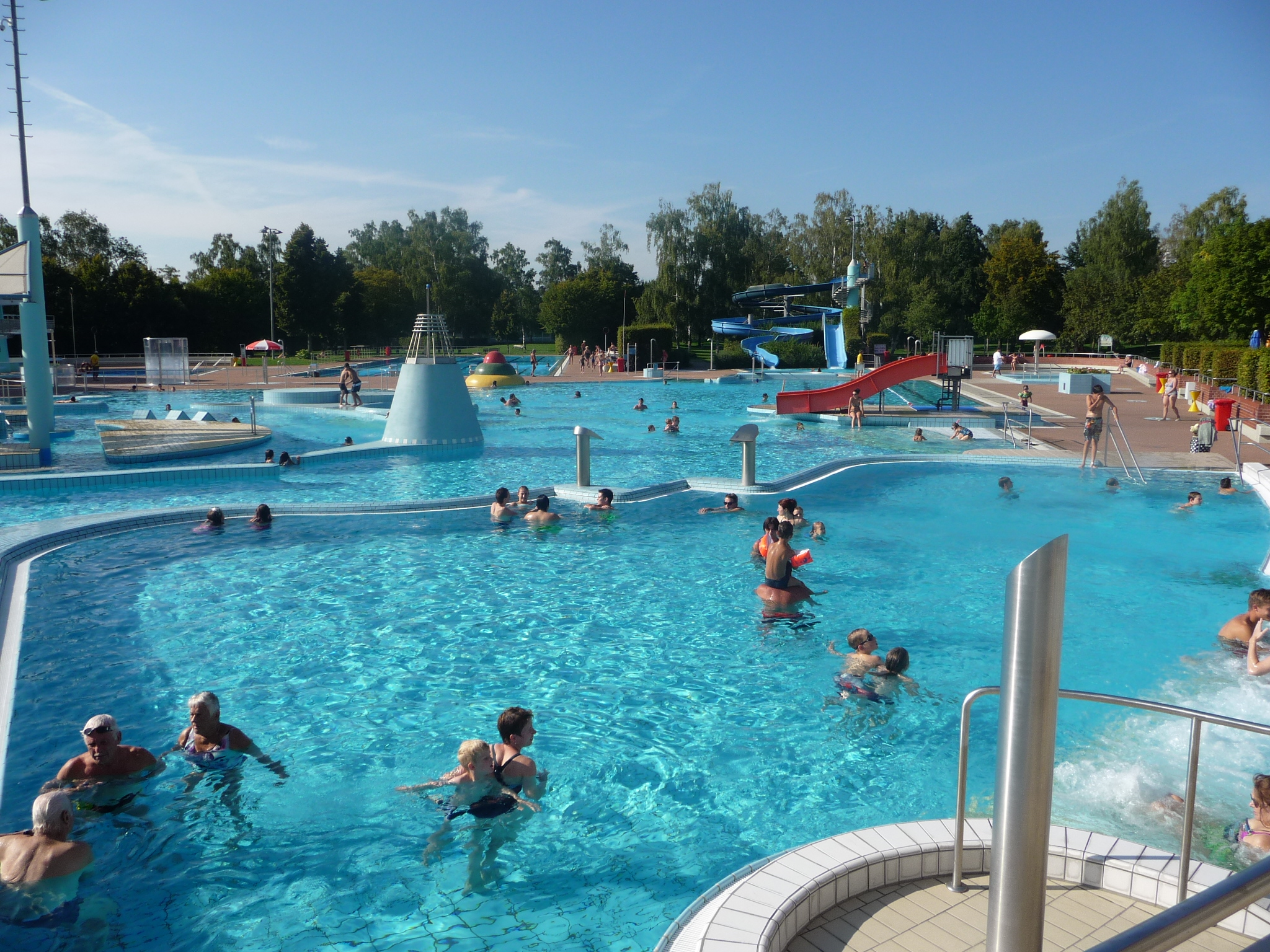
Beckenlandschaft

## Lage
Das Leobad befindet sich am südlichen Ende des Stadtteils Eltingen, in Nachbarschaft vom Vereinsgelände des SV Leonberg/Eltingen. Die Autobahnanschlüsse Leonberg-West und -Ost der A 8 sind ein bis zwei Kilometer entfernt.

## Geschichte

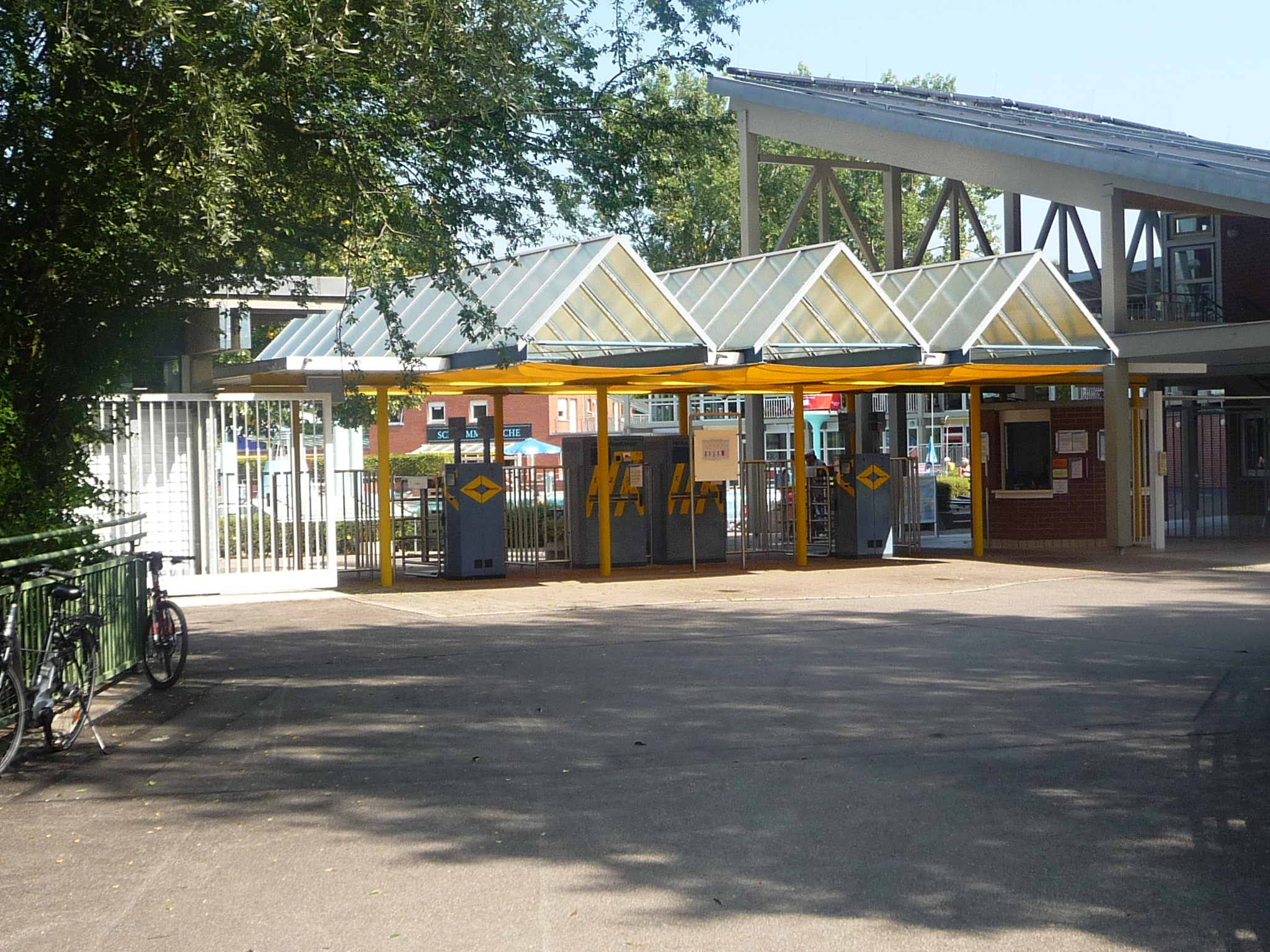
Eingang

Früher schwammen die Leonberger und Eltinger in der Glems bzw. dem aufgestauten Mühlkanal an der Clausenmühle. Nach dem Ersten Weltkrieg gab es die Möglichkeit, im See des Gipswerks Eppinger zu baden, wo sich heute der Stadtpark befindet. Pläne für ein Freibad in den Barrwiesen (Seestraße) wurden aus finanziellen Gründen nicht verwirklicht. Stattdessen wurde die Badegesellschaft Leonberg-Eltingen zum Bau einer Freibadanlage am See gegründet. Als der Betrieb des Gipswerks 1935 kein Schwimmen mehr erlaubte, wurde der Bau eines Freibads geplant. Nachdem man sich mit der Stadt Leonberg über den Standort nicht einig wurde, baute die Gemeinde Eltingen das Bad am heutigen Standort des Leobads. Nützlich erwies sich der benachbarte Autobahnbau, da dessentwegen das Grundwasser abgepumpt wurde. 1938 wurde die Eröffnung gefeiert. Das Becken, das mit Glemswasser gefüllt wurde, war 50 Meter lang und 18 Meter breit, zudem gab es einen Sprungturm.
Das Leobad wurde von 1988 bis 1990 für 12,6 Millionen Euro gebaut. Dabei wurde das Gelände des alten Eltinger Freibades integriert. Die Einweihung fand im Mai 1990 statt. Bis 2010 wurden über vier Millionen Besucher gezählt. 2013 hatte das Bad rund 257.000 Besucher. Der Rekord an einem Tag liegt bei 8700 Badegästen.
Im Rahmen des Bürgerentscheides über die Zukunft des Hallenbades am 25. März 2012 wurde diskutiert, einen Neubau auf dem Gelände des Freibades zu errichten, was aber keine Zustimmung fand. Im Januar 2017 wurde die komplette Sanierung des Leobades beschlossen, wofür das Bad im Jahr 2019 geschlossen blieb. Die Technik wurde erneuert, die großen Becken erhielten eine Edelstahlverkleidung, es gibt eine neue Rutsche sowie ein neues Dampfbad und der Sprungturm wurde neu gebaut. Der Innenbereich des Warmbeckens entfällt. Die Kosten betrugen rund 15 Mio. Euro.

## Ausstattung

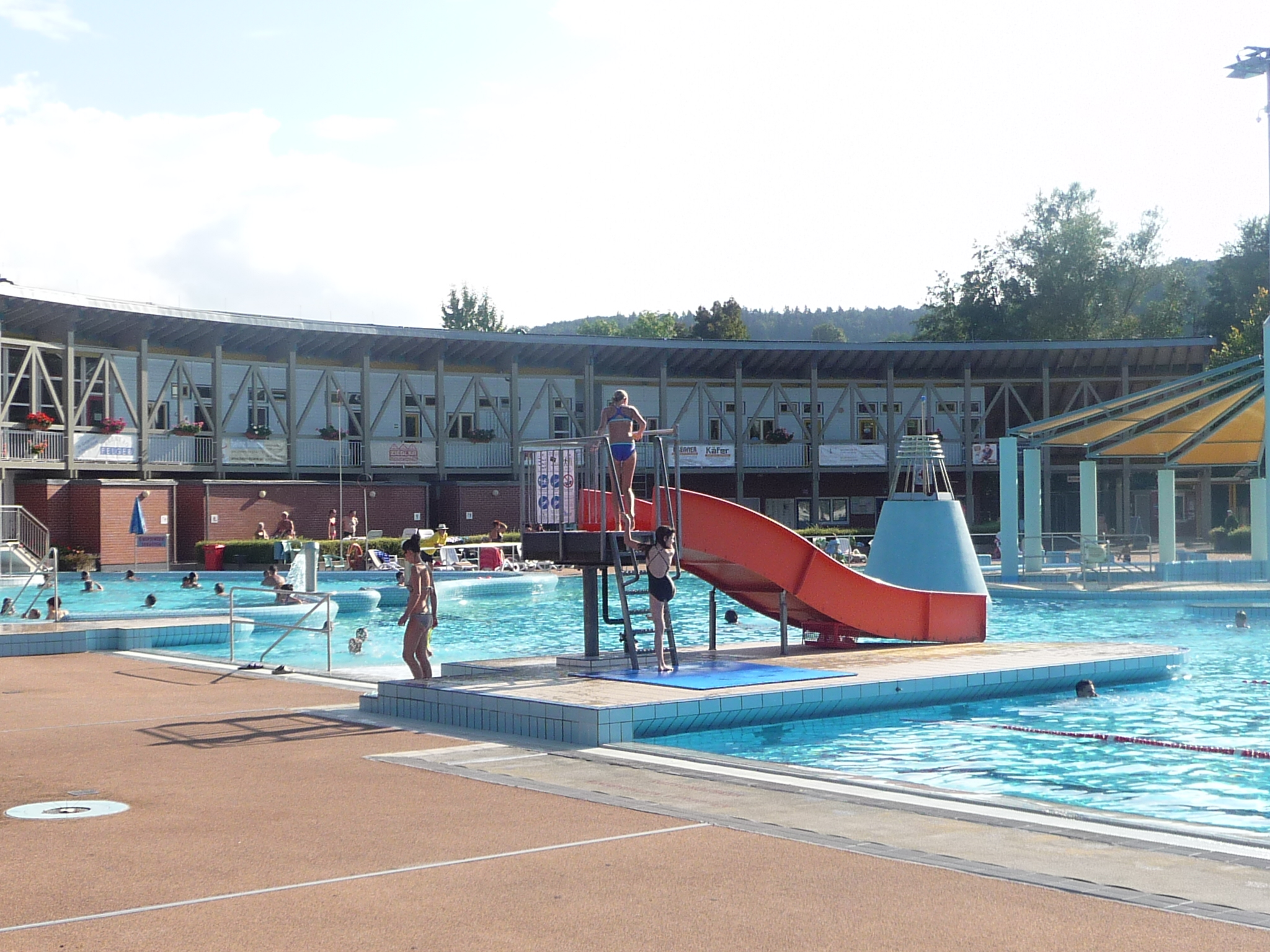
Spaß- und Warmbecken,
dahinter Badgebäude

Das Bad verfügt über ein 50-Meter-Sportbecken mit sechs Bahnen, in dem auch regionale Schwimmwettbewerbe stattfinden. Das als „Erlebnisbecken“ bezeichnete Nichtschwimmerbecken ist mit einem Strömungskanal ausgestattet. Für den Schulsport sind 25-Meter-Schwimmbahnen integriert. Die dreispurige „Racer“-Wasserrutsche mit Zeitmessung und ein Sprungbecken mit 1-Meter-Brett und 3- und 5-Meter-Plattform tragen zur Attraktivität des Bades bei. Ein Kleinkinderbecken sowie ein Wasserspielplatz ergänzen die Ausstattung. Die gesamte Wasserfläche beträgt 2900 m² (Stand vor Sanierung).
Die Liegewiesen auf einer verhältnismäßig großen Fläche sind mit altem Baumbestand besetzt. Es gibt diverse Sportmöglichkeiten, wie Tischtennisplatten, mehrere Tartanfelder und ein Beachvolleyball-Feld. Des Weiteren findet sich eine FKK-Liegewiese im Bad.
Der Gastronomiebereich mit Selbstbedienung besteht aus einer Sitzterrasse, einem Kiosk und einer Innenbewirtschaftung. Am alten Badegebäude befindet sich ein Biergarten, der aktuell nicht mehr geöffnet wird. Das Gebäude wurde auch schon für Veranstaltungen (z. B. WM-Public-Viewing, Blutspendeaktion) genutzt.

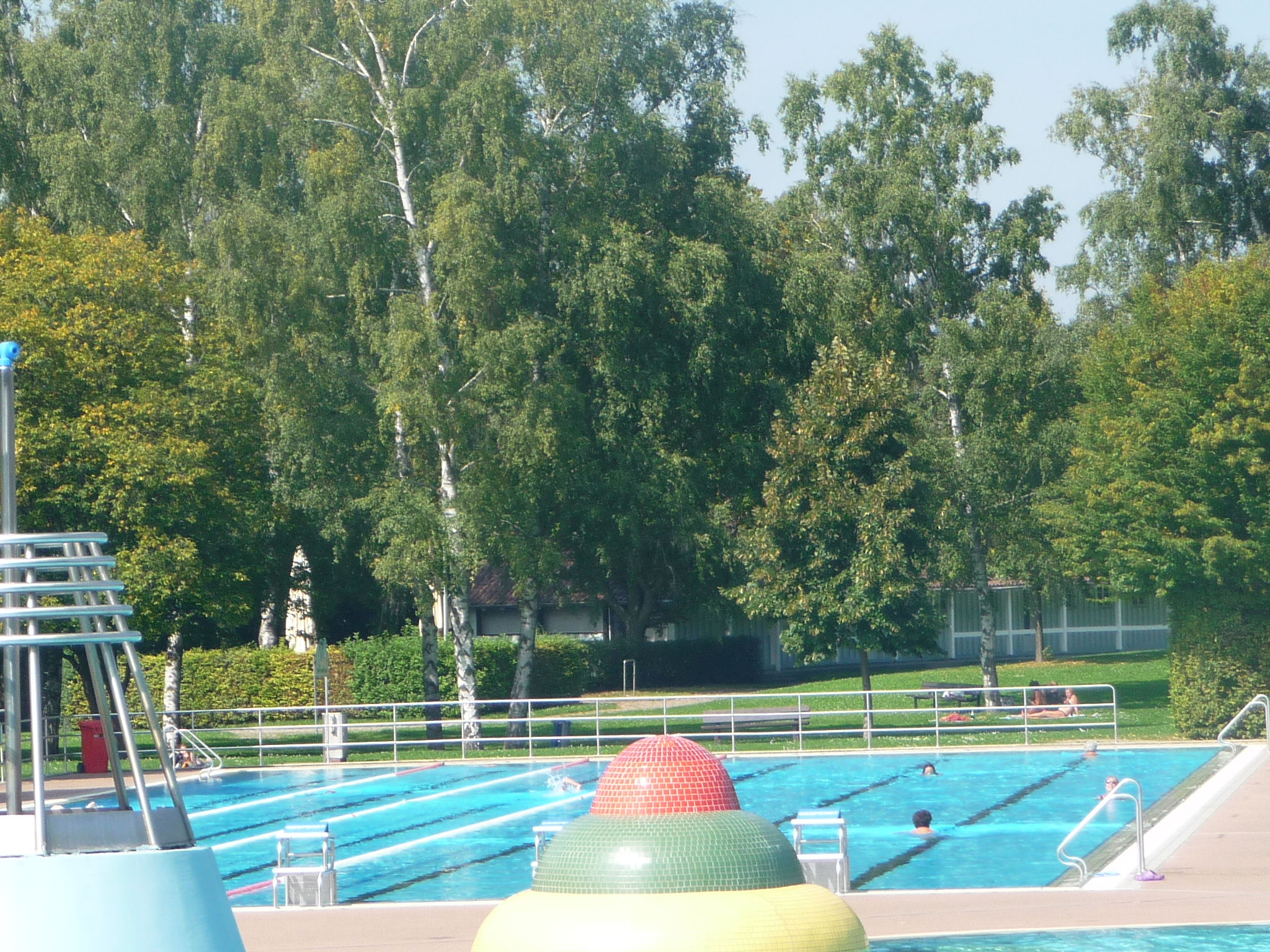
50-Meter-Becken, altes Badgebäude im Hintergrund
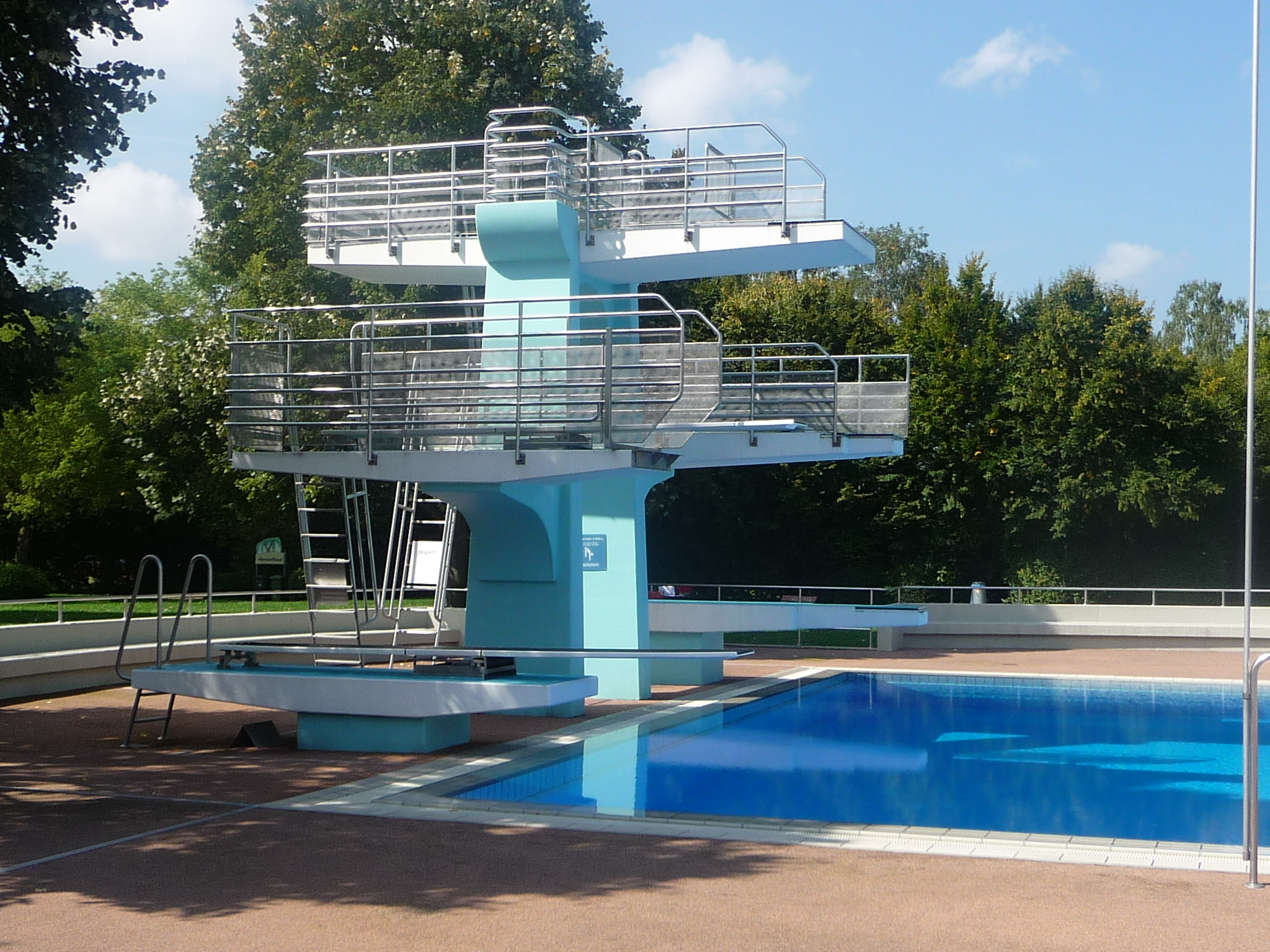
Sprungturm
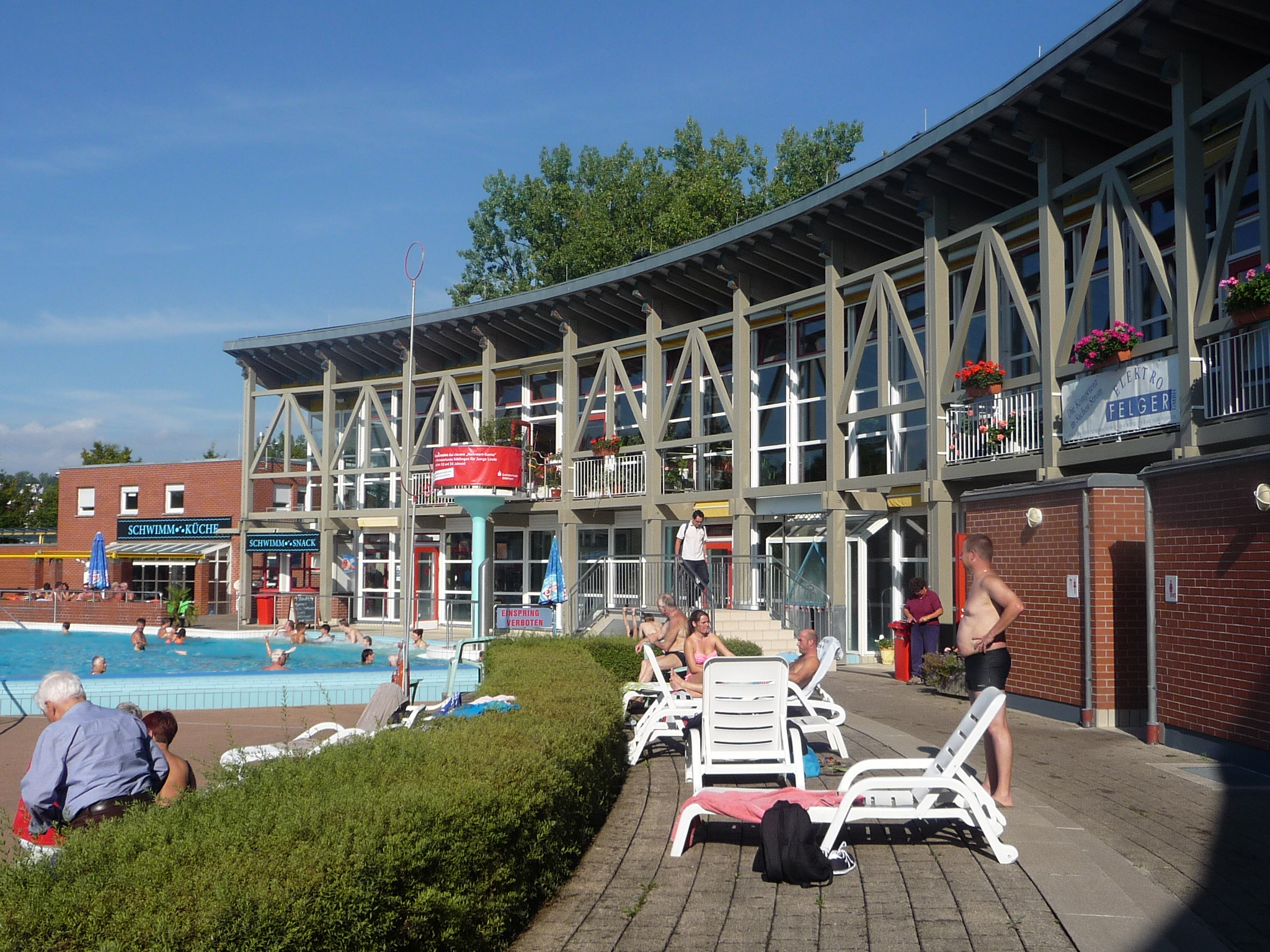
Badgebäude mit Gastronomie, links Warmbecken
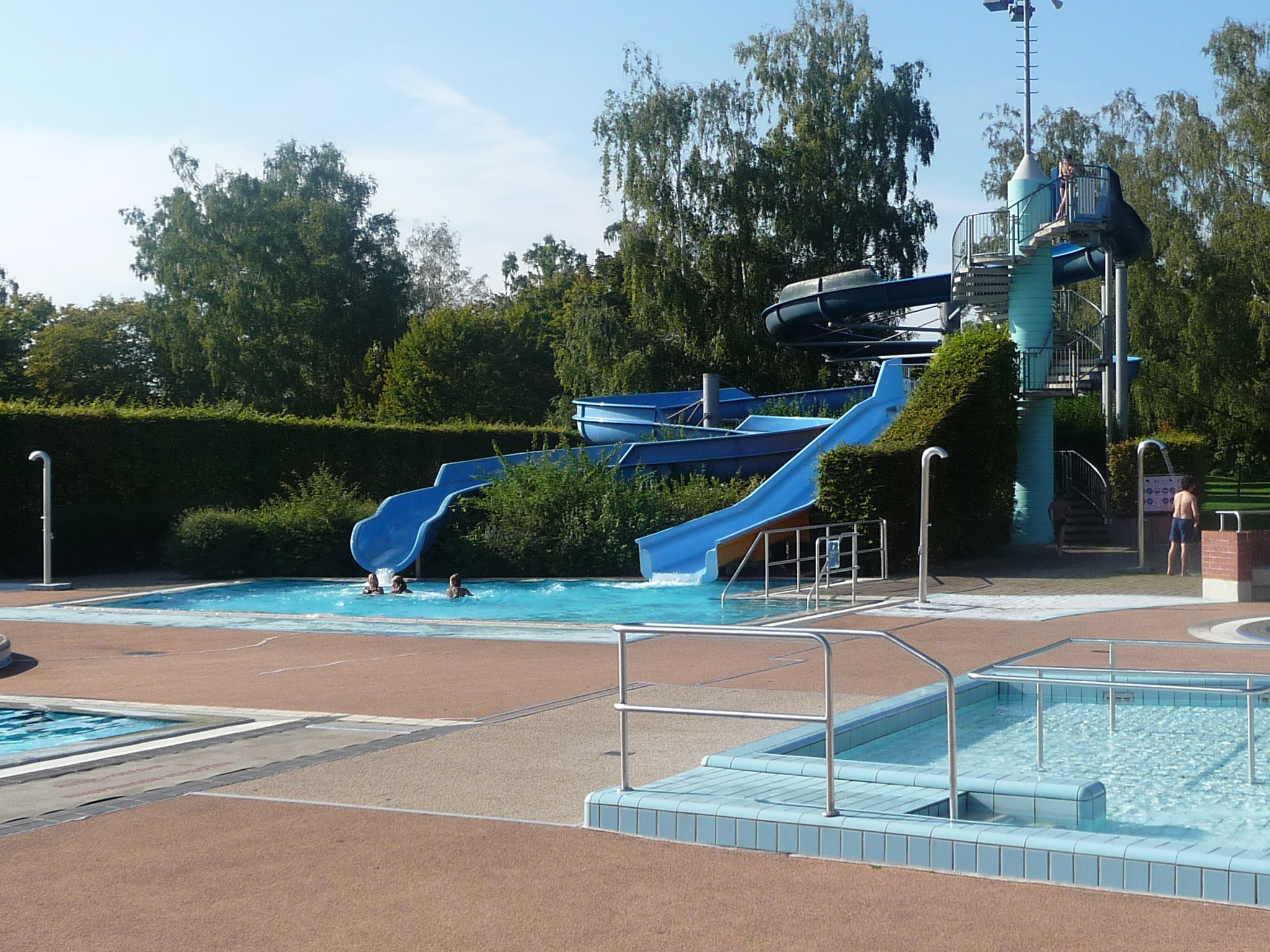
Wasserrutsche und Tretbecken
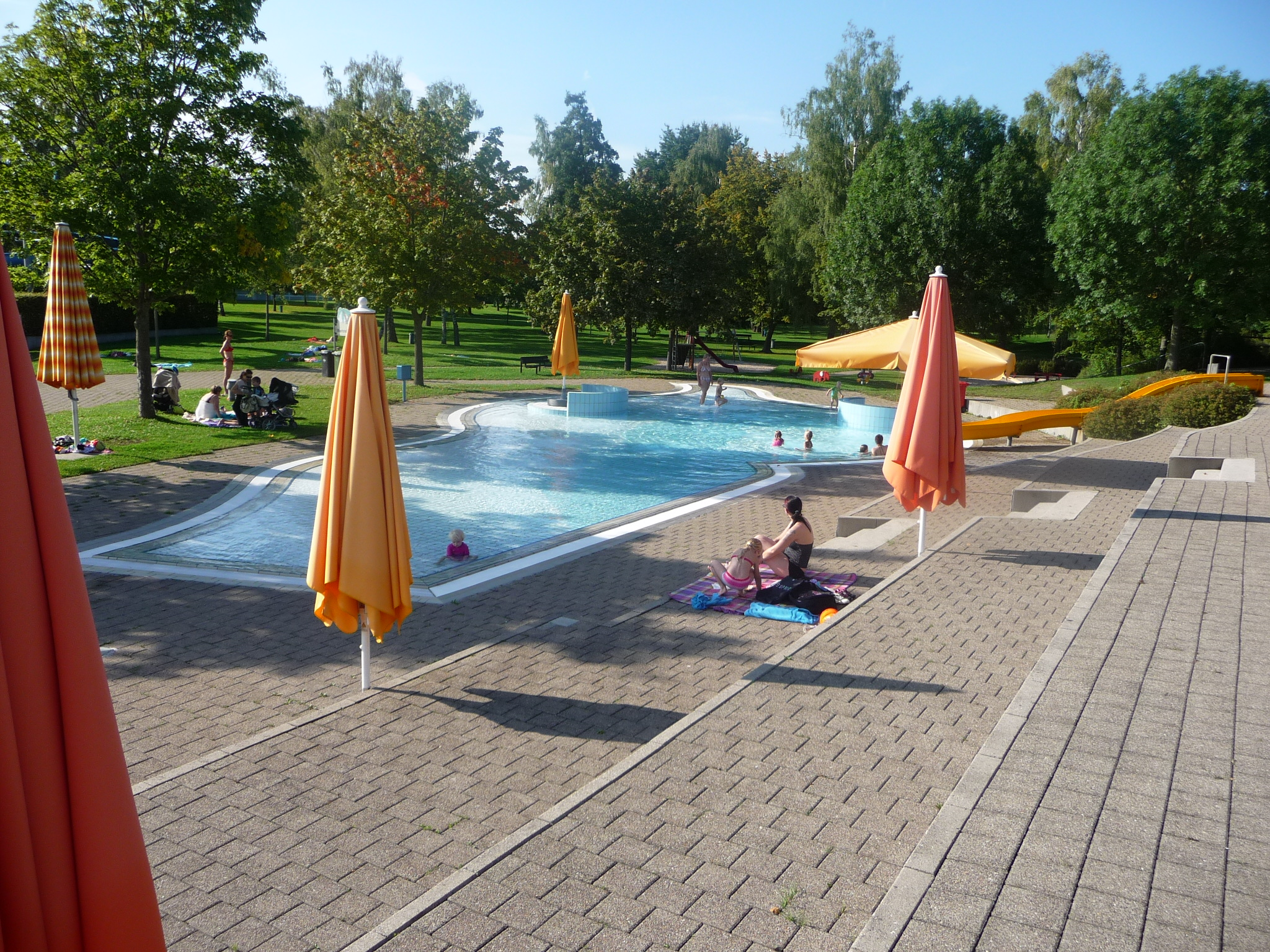
Kinderbecken, dahinter Liegewiese

## Sonstiges
Die großen Becken werden nur von einer Solaranlage geheizt, so dass die Wassertemperaturen meist als „frisch“ empfunden werden.
Das Bad wird vom Schwimmverein Wasserfreunde Leonberg für den Trainingsbetrieb genutzt. Der Verein veranstaltet im Bad jährlich den zweitägigen Sprintercup mit internationaler Beteiligung.